# 이동통신단말장치 유통구조 개선에 관한 법률
이동통신단말장치 유통구조 개선에 관한 법률은 2014년 10월 1일부터 휴대폰 단말기의 보조금을 규제하기 위해 시행된 대한민국의 법률이다. 단말기 유통구조 개선법, 단통법으로도 부르고 있다.
불법 보조금과 요금제에 따른 차별을 규제하기 위해 시행된 이 법에 따르면, 보조금은 이동통신사마다 다를 수 있지만, 법에 따라 상한선인 30만 원에다 대리점과 판매점에 따라 4만 5천 원을 더해 최대 34만 5천원까지 받을 수 있다. 그리고 제조사들은 제조사대로 또 이동통신사들은 통신사별로 각각 지원하는 출고가와 보조금의 액수를 홈페이지나 대리점등의 유통기관에 공시해야만 한다. 그러나 법 시행 이후 6개월이 지나도록 출고가는 변함이 없고 10만원상당의 고가요금제에는 보조금이 제대로 지급되는 반면 저가 요금제에는 보조금이 적게 지급되어 소비자들의 원성을 사고있고 그 효과는 휴대폰 판매량 감소로 이어졌다.
이로인해 대한민국의 휴대폰 통신 시장은 크게 얼어붙었다 한편, 휴대폰 판매점에서는 휴대폰 구매가가 높아지면서 판매가 급감하였다. 또  이 법이 발효한 2014년 10월1일 이후로 이통3사의 혜택 프로그램(착한기변 등)이 줄줄이 폐지되었다. 이 법의 시행으로 모든 대한민국 국민이 평등하게 휴대폰을 비싸게 사게되었다.
한마디로 말하면 이 법의 목적과 취지와는 달리 정반대의 효과가 나타나는 것이다.
지원금 상한제가 실시되면서 신형 기기보다 G 프로 2 나 갤럭시 노트3 같은 출시일로부터 15개월이 지난 지원금상한제에 영향을 받지 않는 단말을 찾는 소비자가 늘게되었다.
참고로 지원금 상한제는 법시행일자로부터 3년후 폐지될 예정이다.
반발이 끊이지 않자 2015년 4월 27일 국회 미래창조과학방송통신위원회는 전병헌 새정치민주연합 의원이 발의한 '전기통신사업법' 개정안을 상정했다. 개정안은 단통법을 폐지하고, 휴대전화 단말기와 이동통신 서비스 구매를 별도로 나눠서 진행토록 하는 내용을 담고 있다. 하지만 미래창조과학부와 여당의원들의 반발로 통과되는데 진통이 예상된다.